# Contea autonoma tujia e miao di Youyang
La contea autonoma tujia e miao di Youyang (cinese semplificato: 酉阳土家族苗族自治县; cinese tradizionale: 酉陽土家族苗族自治縣; mandarino pinyin: YǒuYáng Tǔjiāzú Miáozú Zìzhìxiàn) è un distretto di Chongqing. Ha una superficie di 5.173 km² e una popolazione di 760.000 abitanti al 2006.